# Kuolleet lehdet
Kuolleet lehdet (bra: Folhas de Outono; prt: Folhas Caídas) é um filme de comédia dramática romântica germano-finlandês de 2023 dirigido e escrito por Aki Kaurismäki. Este é o vigésimo longa-metragem do diretor, e uma continuação de sua série Proletariat, que foi originalmente planejada como uma trilogia e já inclui Varjoja paratiisissa (1986), Ariel (1988) e Tulitikkutehtaan tyttö (1990). Alma Pöysti e Jussi Vatanen interpretam os papéis principais. O filme foi produzido pela Sputnik e Bufo.
O filme estreou em 22 de maio de 2023 no 76º Festival de Cinema de Cannes e foi selecionado para concorrer à Palme d'Or na seção principal da competição, onde ganhou o Prêmio do Júri. Lançado na Finlândia em 15 de setembro de 2023, foi aclamado pela crítica e foi eleito um dos cinco melhores filmes internacionais de 2023 pelo National Board of Review. O filme foi escolhido como candidatura finlandesa para melhor filme internacional no Oscar 2024 e recebeu duas indicações ao Globo de Ouro no mesmo ano, nas categorias de Melhor Atriz em Filme de Comédia ou Musical (Alma Pöysti) e Melhor Filme em Língua Não-Inglesa.

## Elenco
- Alma Pöysti como Ansa
- Jussi Vatanen como Holappa
- Janne Hyytiäinen como Huotari
- Nuppu Koivu como Liisa
- Matti Onnismaa
- Simon Al-Bazoon
- Martti Suosalo como chefe de Ansa
- Sakari Kuosmanen
- Maria Heiskanen
- Alina Tomnikov como Tonja
- Alma como Chaplin[13]
- Maustetytöt
- Juho Kuosmanen[14]
- Sherwan Haji[14]

## Produção
Kuolleet lehdet foi produzido pela Sputnik Oy e Bufo, e co-produzido pela empresa alemã Pandora Filmproduktion. A produção também recebeu o apoio da Suomen elokuvasäätiö, Yle, Zweites Deutsches Fernsehen, arte, Filmförderungsanstalt e Film-und Medienstiftung NRW.
As filmagens começaram em agosto de 2022 em Kallio, Helsinque. Timo Salminen atuou como diretor de fotografia. A produção foi feita "de uma só vez" e no estilo típico de Kaurismäki, segundo Pöysti: "não ensaie e não leia muito o roteiro".
O período do filme não é claro e foi dito que ele se passa em uma realidade alternativa. O calendário de parede mostrado no filme mostra o outono de 2024, mas a notícia narrada no rádio se passa nos primeiros momentos da invasão russa da Ucrânia em 2022. Rádios de tubo, telefones fixos e trens antigos são usados no universo do filme, entre outras coisas. Ele também contém várias referências a filmes, incluindo The Dead Don't Die, de Jim Jarmusch, Brief Encounter, de David Lean, e Limelight, de Charlie Chaplin.

## Lançamento
Kuolleet lehdet foi selecionado para concorrer à Palme d'Or no Festival de Cinema de Cannes de 2023, onde teve sua estreia mundial em 22 de maio de 2023. As vendas internacionais foram realizadas pela The Match Factory. Em maio de 2023, a Mubi adquiriu os direitos de distribuição para a América do Norte, Reino Unido, Irlanda, América Latina e Turquia. Nos Estados Unidos, o filme foi lançado no dia 17 de novembro.
O filme foi exibido no Midnight Sun Film Festival em 17 de junho de 2023. Também foi convidado para o 27º Festival de Cinema de Lima na seção Aclamados, onde foi exibido em 10 de agosto de 2023. Além disso, teve exibições no Festival Internacional de Cinema de Toronto e no Festival de Cinema de Nova Iorque de 2023.
Foi lançado na Alemanha pela Pandora Filmproduktion em 14 de setembro de 2023, sob o título Fallende Blätter. A B-Plan Distribution lançou o filme nos cinemas na Finlândia em 15 de setembro de 2023. Ele também foi convidado para o 28º Festival Internacional de Cinema de Busan na seção 'Ícone' e foi exibido em 6 de outubro de 2023.